# 1858 Lobacevski
1858 Lobacevski sau 1858 Lobachevskij este un asteroid din centura principală.
A fost descoperit de astronoma Liudmila Juravliova la 18 august 1972.
Asteroidul prezintă o orbită caracterizată de o semiaxă majoră egală cu 2,6991999 ua și de o excentricitate de 0,0795467, înclinată cu 1,66315° față de ecliptică.

## Denumire
Asteroidul a primit numele matematicianului rus Nikolai Ivanovici Lobacevski.